# 西開普大學
西开普大学（英語：University of the Western Cape，缩写为UWC）是南非一所公立大学，学校位于開普敦市貝爾維爾。该校是南非政府在1960年建立的为有色人种使用的大学，附近大学有开普敦大学、斯泰倫博斯大學、开普半岛科技大学。
西开普大学的建立是1959年大学教育扩展法的产物，法案在南非高等教育中实施种族隔离，有色人种只能进入少数几个非白人大学学习。在此期间，其他的民族大学，如祖魯蘭大學、北方大学（现林波波大學）也相继设立，1994年南非種族隔離结束以来，该校成为一所多元化的大学。

## 历史
早期的西开普大学是一所没有自治权的学院，教职工也以白人为主，学校的规模也较小，第一届招收166名学生，教职工有17人。1970年，学校获得大学的地位，能够授予自己的学位和文凭。
建校之初15年间，学校董事会和教职工多以白人为主，意识形态也以种族隔离为主流，少数例外如哲学系主任Adam Small，因参与黑人覺醒運動于1973年被解雇，此外，很多学生也积极参与反种族隔离斗争。1975年，学校迎来首位有色人种校长理查德·范·德·羅斯，此后学校开始倾向自由氛围。1982年，学校在宣言中宣布正式拒绝种族隔离的意识形态，随后的一年内，西开普大学法案通过，学校获得与白人大学相同的自治权。
1980年代末至1990年代初期间，许多学生参与了Bush Radio，这是一个反种族隔离的媒体项目。由于没有进行广播的许可证，学生们录制政治、文化广播节目后通过盒式磁带分发与传播。1993年，该电台正式开始广播，后成为南非第一个获得许可的社区广播电台。
杰克斯·格维尔担任校长期间，将学校打造为“左翼的知识分子之家”，关注于社会与政治问题。除有色人外，黑人学生也不断增加。2002年教育重整后，学校继续保持了自治大学的地位。